# Schloss Le Lude

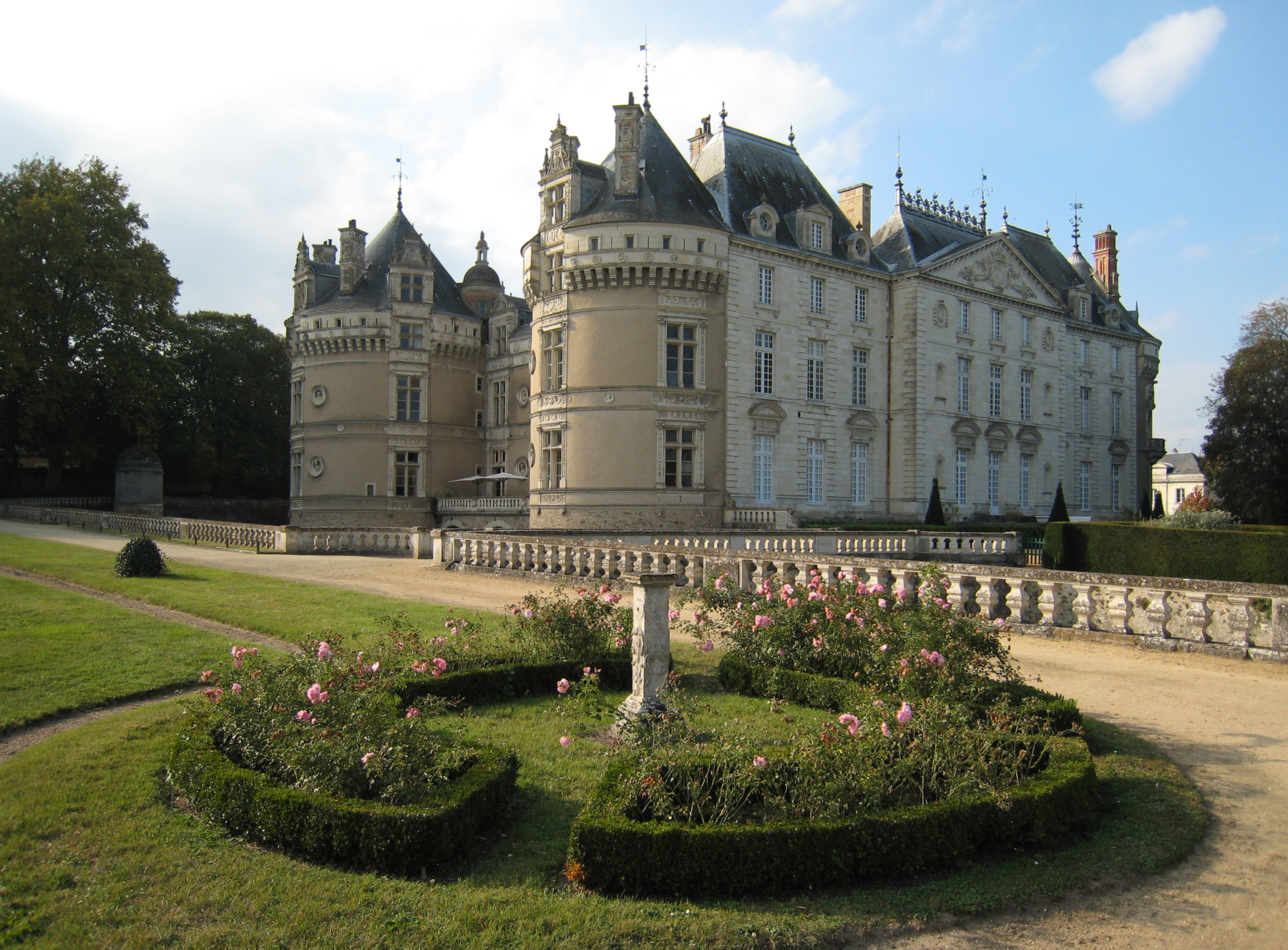
Schloss Le Lude – Ansicht mit der dreigliedrigen Fassade des Pavillonflügels Ludwigs XVI.

Das Schloss Le Lude (französisch Château du Lude) befindet sich am westlichen Ufer des Flusses Loir in der französischen Stadt Le Lude im Département Sarthe. Es zeichnet sich besonders durch die Vielfalt der an ihm sichtbaren Architekturstile aus, die von der Gotik bis zum Klassizismus reichen. Die Anlage zählt zu den Schlössern der Loire.
Erste Teile des Gebäudes stehen seit Februar 1928 unter Denkmalschutz, die übrigen Bauten wurden im Oktober 1992 in die Denkmalliste aufgenommen.

## Geschichte

### Erste Befestigungsanlage

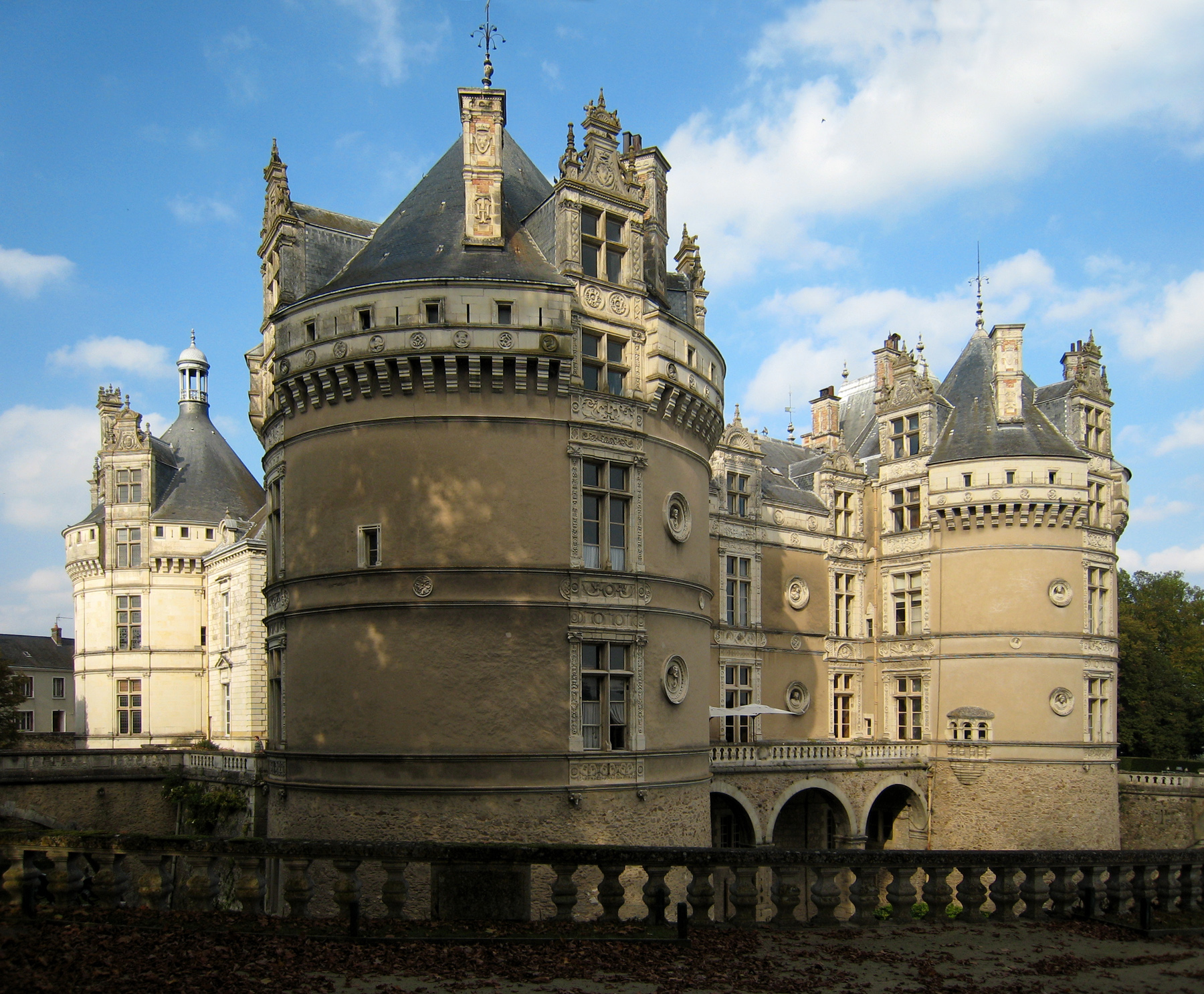
Parkseite des Schlosses

Die Ursprünge des Schlosses liegen in einer Befestigung namens Fort de la Motte. Die Anlage war ein Bauwerk aus Holz, das die Grafen von Anjou im 10. Jahrhundert am Ufer des Flusses Loir errichteten, um das Anjou gegen die Einfälle der Normannen zu verteidigen. Das heutige Schloss wurde auf den Fundamenten einer Festung aus dem 13. Jahrhundert errichtet. Deren sechs Türme flankierten eine eckige Einfriedung, die von einem tiefen Graben umgeben und der eine Befestigung vorgebaut war. Während des Hundertjährigen Krieges wurde die Burg mehrfach von den Engländern belagert und 1425 schließlich durch Richard de Beauchamp, den Earl of Warwick, eingenommen. Der „Blaubart“ Gilles de Rais konnte es 1427 zurückerobern und stieß danach zu den Truppen Jeanne d’Arcs, die vor Orleans lagen.

### Wiederaufbau als Schloss
1457 erwarb Jean de Daillon, Kammerherr König Ludwigs XI., das arg mitgenommene Schloss. Er und sein Sohn Jacques widmeten sich bis 1530 der Errichtung einer dreiflügeligen Anlage um einen Innenhof, deren Südfassade den Stil der frühen Renaissance zeigt und von vier Rundtürmen flankiert wird. Hier finden sich die Fassadengestaltung des Flügels Franz’ I. im Schloss Blois und die Türme von Schloss Chambord wieder. Hohe Fenster und übereinander liegende Pfeiler bewirken eine vertikale Gliederung, und horizontale Giebelbänder betonen die einzelnen Stockwerke. Steinmedaillons schmücken die Fassade und geben ihr eine besondere Prägung. Eine Neuheit war die zwischen den Türmen am Schlossgraben angelegte Terrasse. Verantwortlicher Architekt für die ab 1520 vorgenommene Umgestaltung war Jean Gendrot, Baumeister Renés von Anjou.
Auf den Sohn Jean, Graf von Le Lude, der sich vornehmlich um die Inneneinrichtung des Schlosses bemühte, folgte dessen Sohn François. Er stand in Diensten Heinrichs IV. und Ludwigs XIII., den er – neben anderen hochgestellten Persönlichkeiten wie zum Beispiel die Marquise de Sévigné – auf seinem Besitz empfangen konnte. Das sogenannte Schlafzimmer Heinrichs IV. mit Wandbekleidungen aus Korduanleder erinnert an den Besuch des französischen Königs. François’ Nachfolger, Timoléon, vollendete Schloss und Gärten. Aus seiner Zeit stammt der Zweite Renaissance genannte Innenhof. Als Anerkennung für Heinrich, den an seinem Hofe lebenden letzten Nachkommen der Familie, erhob Ludwig XIV. Le Lude zum Herzogtum mit Pairwürde (französisch duché-pairie).

### Weiterer Ausbau

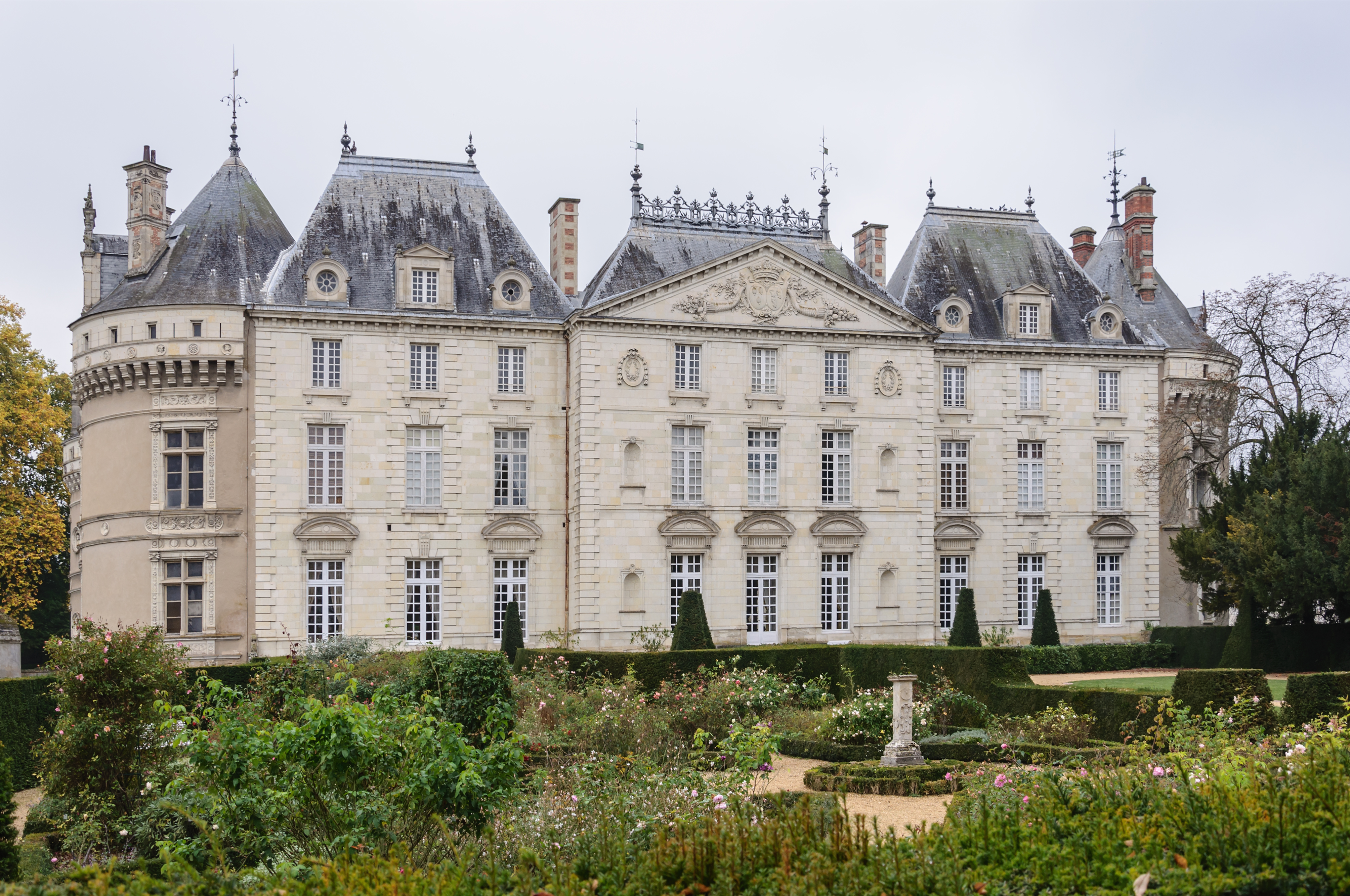
Ostfassade des 18. Jahrhunderts

1751 wurde Le Lude das Eigentum von Joseph du Velaer, Kaufmann einer Ostindien-Kompanie. Seine Nichte, die Marquise de la Vieuville, ließ den Architekten Jean Benoît Vincent Barré, ein Schüler Ange-Jacques Gabriels, der auch für die Pläne des Schlosses Montgeoffroy verantwortlich zeichnete, 1787 neue Bauarbeiten ausführen. Ihm werden der Eingangsflügel und der rückseitige, dreigliedrige Pavillonflügel Ludwigs XVI. zugeschrieben; der leicht ansteigende Mittelpavillon besitzt einen wappengverzierten Dreiecksgiebel, die Etagen sind mit Nischen und Medaillons geschmückt.
Der Marquise gelang es in den Zeiten der Französischen Revolution, das Anwesen vor Plünderungen zu schützen, indem sie freiwillig einen Teil der Schlosseinrichtung an die Revolutionsregierung von Angers abtrat. Sie hinterließ die Anlage über ihre Tochter der Familie Talhouët, die im Laufe des 19. Jahrhunderts umfassende Arbeiten zur Restaurierung des Bauwerks ausführen ließ. Die heutige Besitzerin, Comtesse de Nicolay, stammt von dieser Familie ab.

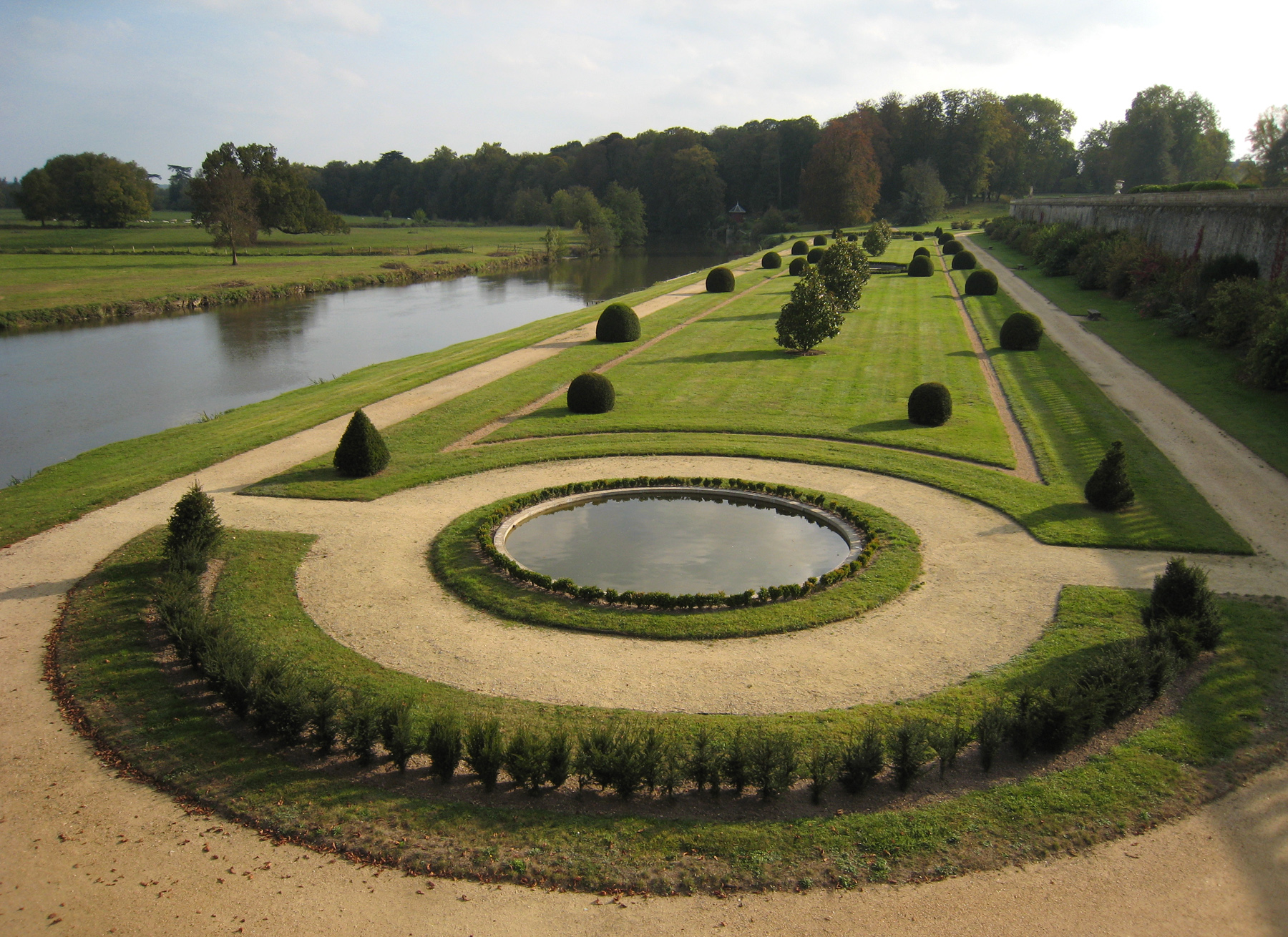
Am Fluss Loir gelegener Teil des Schlossparks

## Besondere Innenausstattung
Ein kleines Kabinett − oft fälschlicherweise als Oratorium bezeichnet − besitzt neben einer bemalten Decke mit Spitzbogengewölbe sehr detaillierte Wandmalereien aus der Zeit zwischen 1559 und 1585 und gehört neben denen der Schlösser Pribac und Beauregard zu den wenigen noch erhaltenen Beispielen eines Studiolo im italienischen Stil.
Der Große Salon ist mit einer weißen Täfelung im Louis-seize-Stil und vergoldeten Möbeln aus dem 18. Jahrhundert ausgestattet.